# MINE (химиотерапия)
MINE в контексте химиотерапии — общепринятый в онкогематологии акроним (аббревиатура) для одного из режимов химиотерапии, применяемого при лечении рецидивов агрессивных неходжкинских лимфом и лимфогранулематоза.
В комбинации с моноклональным антителом ритуксимабом этот режим называется R-MINE или MINE-R.
Режим [R]-MINE состоит из:
1. Ритуксимаба — анти-CD20 моноклонального антитела, обладающего способностью уничтожать как здоровые CD20-несущие B-лимфоциты, так и злокачественные;
2. Месны — (M)esna — для профилактики геморрагического цистита при приёме ифосфамида;
3. Ифосфамида — (I)fosfamide — алкилирующего противоопухолевого препарата;
4. Митоксантрона — (N)ovantrone — синтетического антрахинона, интеркаланта, способного внедряться между нитями ДНК и нарушать клеточное деление;
5. Этопозида — (E)toposide — ингибитор топоизомеразы.[1][2]

## Режим дозирования
| Лекарство                   | Доза       | Режим введения                                                                                           | Дни     |
| --------------------------- | ---------- | --- | ------- |
| Ритуксимаб — (R)ituximab    | 375 мг/м2  | Внутривенная инфузия                                                                                     | День 1  |
| Месна — (M)esna             | 1330 мг/м2 | Внутривенная инфузия в течение 1 часа вместе с ифосфамидом + 500 мг внутрь через 4 часа после ифосфамида | Дни 1-3 |
| Ифосфамид — (I)fosfamide    | 1330 мг/м2 | Внутривенная инфузия в течение 1 часа                                                                    | Дни 1-3 |
| Митоксантрон — (N)ovantrone | 8 мг/м2    | Внутривенная инфузия                                                                                     | День 1  |
| Этопозид — (E)toposide      | 65 мг/м2   | Внутривенная инфузия в течение 1 часа                                                                    | Дни 1-3 |